# Thaumastochelopsis brucei
Thaumastochelopsis brucei is een kreeftensoort uit de familie van de Nephropidae. De wetenschappelijke naam van de soort is voor het eerst geldig gepubliceerd in 2007 door Ahyong, Chu & Chan.